# Stațiunea de schi Brezovica
Stațiunea de schi Brezovica sau centrul de schi Brezovica (în albaneză Qendra e Skijimit Brezovicë, în sârbă Ски центар Брезовица, cu alfabet latin: Ski centar Brezovica), este o stațiune montană, cel mai mare centru de turism de iarnă din Kosovo. Situat în Munții Šar, este în principal o destinație pentru schi și snowboarding. În afara sezonului de sporturi de iarnă, oportunitățile de eco-turism includ drumeții, ciclism montan, golf și alte activități recreative în aer liber. Traseele de drumeții pot conduce vizitatorii către lacul Livadh din apropiere.

## Istorie
Stațiunea de schi Brezovica a fost înființată în 1954. Stațiunea are 16 kilometri de pârtii de schi situate pe versanții orientați spre nord și nord-est ale Munților Šar. Primul telescaun din cele cinci ale stațiunii a fost instalat în 1979. 
Deși Brezovica a servit ca locație alternativă pentru evenimentele de schi alpin de la Jocurile Olimpice de iarnă de la Saraievo din 1984 și a găzduit o serie de evenimente ale Federației Internaționale de Schi în anii 1980 și 1990, stațiunea nu a primit investiții semnificative în infrastructură de mai bine de două decenii.
Statutul juridic al stațiunii de schi Brezovica a fost contestat încă de la Războiul din Kosovo din 1999, deoarece atât Guvernul Serbiei, cât și Guvernul Kosovo susțin că au drepturi de proprietate asupra acesteia. Acest lucru a dus la lipsa investițiilor de mai bine de două decenii.
În noiembrie 2014, guvernul din Kosovo a semnat un contract de 410 milioane de euro cu consorțiul francez condus de Compagnie des Alpes, pentru a dezvolta stațiunea de schi Brezovica în următoarele două decenii. Cu toate acestea, în iunie 2016, contractul a fost anulat, deoarece consorțiul francez nu a putut oferi garanții bancare pentru investiții.
În anul 2018, majoritatea turiștilor proveneau din Serbia, Kosovo și Macedonia.
În 2021, a apărut un scandal de corupție care a implicat stațiunea, în care oficialii municipali au fost acuzați că au primit mită pentru a închide ochii la construcția de hoteluri și vile într-o zonă protejată a stațiunii. În aprilie 2023, a început un proces cu 11 inculpați. Ulterior, unuia i s-a acordat un acord de recunoaștere a vinovăției și a fost declarat martor cooperant.

## Galerie

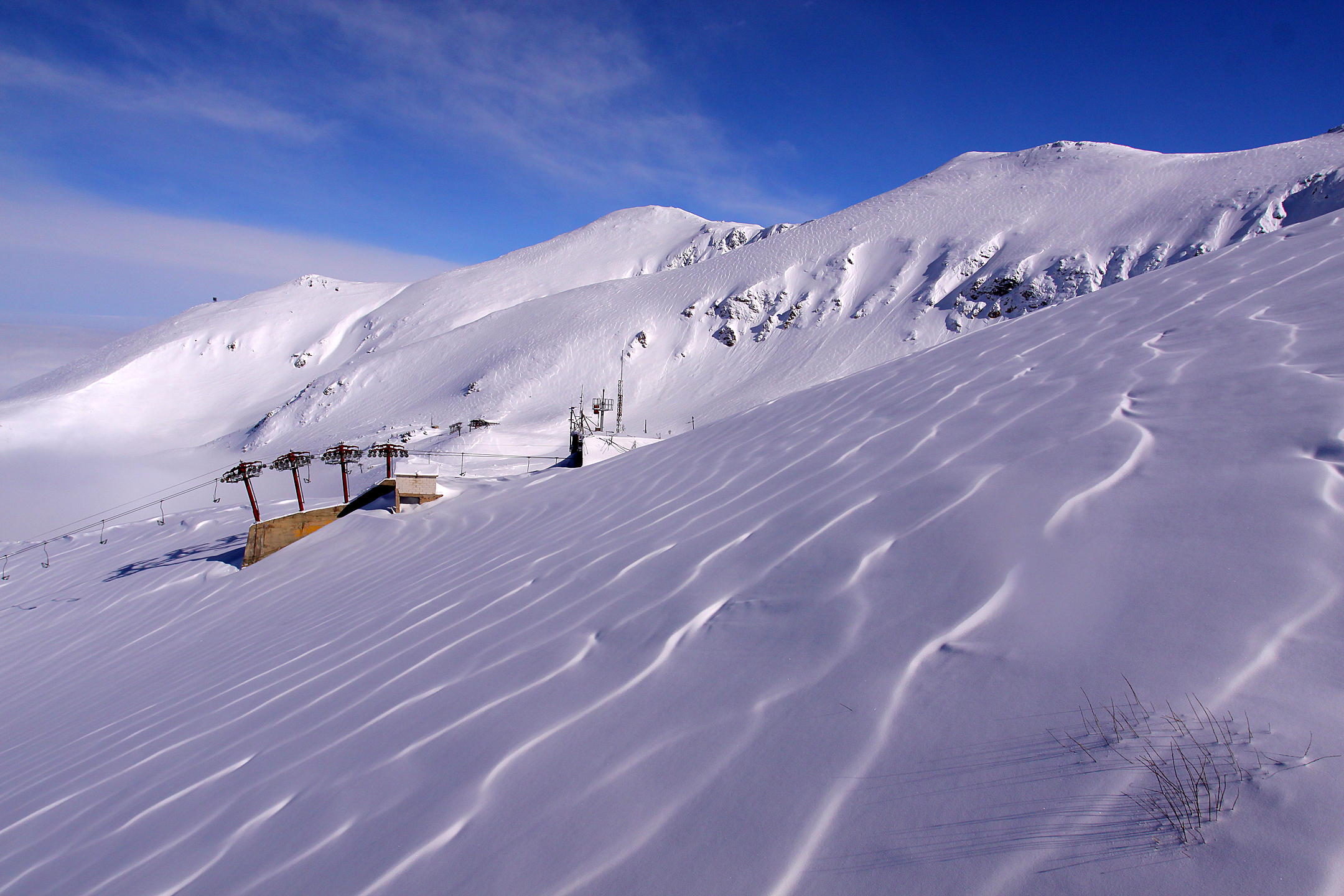
Stația de sus a telescaunului „Karaula” și partea superioară a pârtiei de schi „Velike Livade”
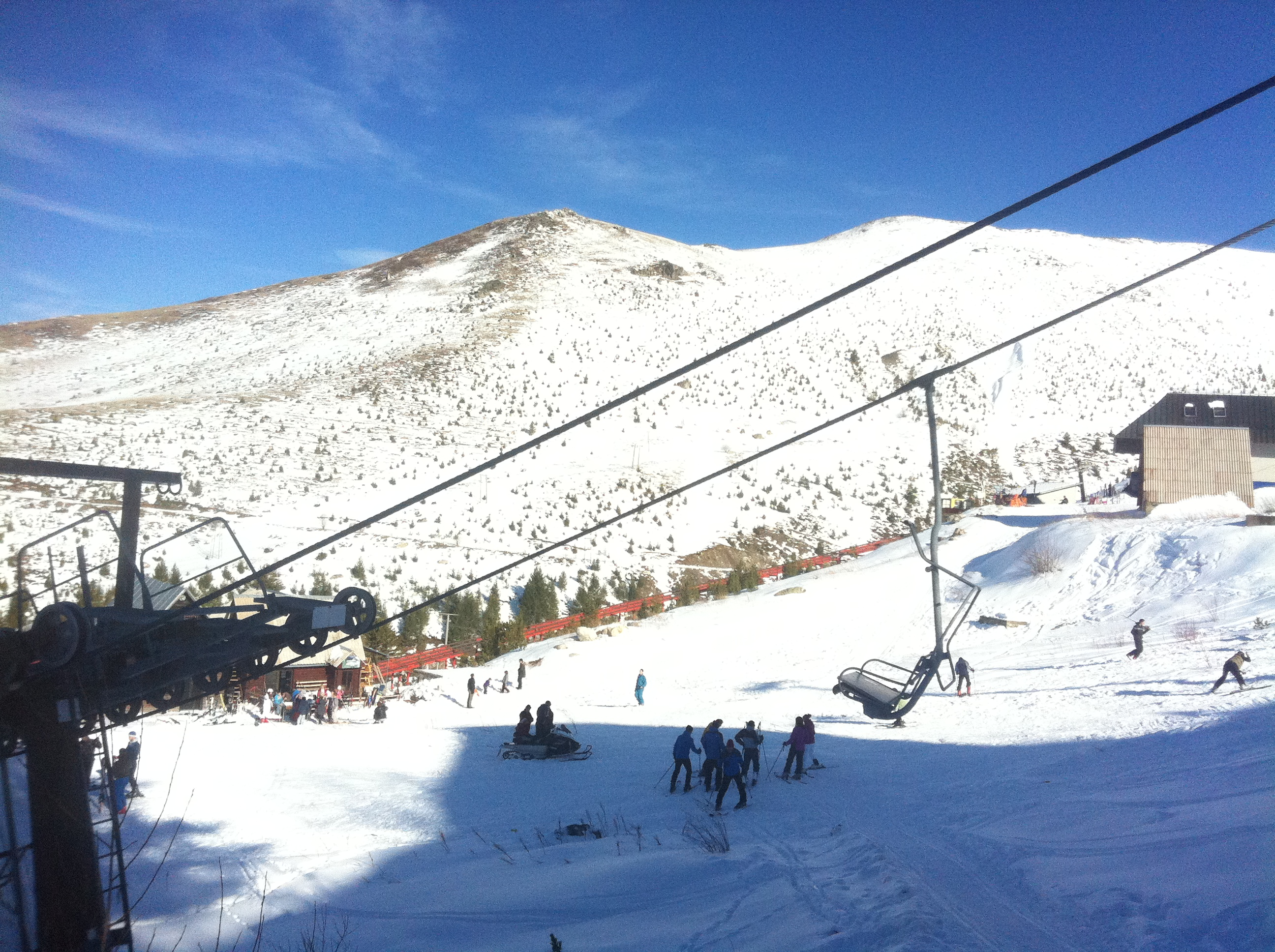
Telescaun cu două locuri „Velike Livade”, lângă stația de bază
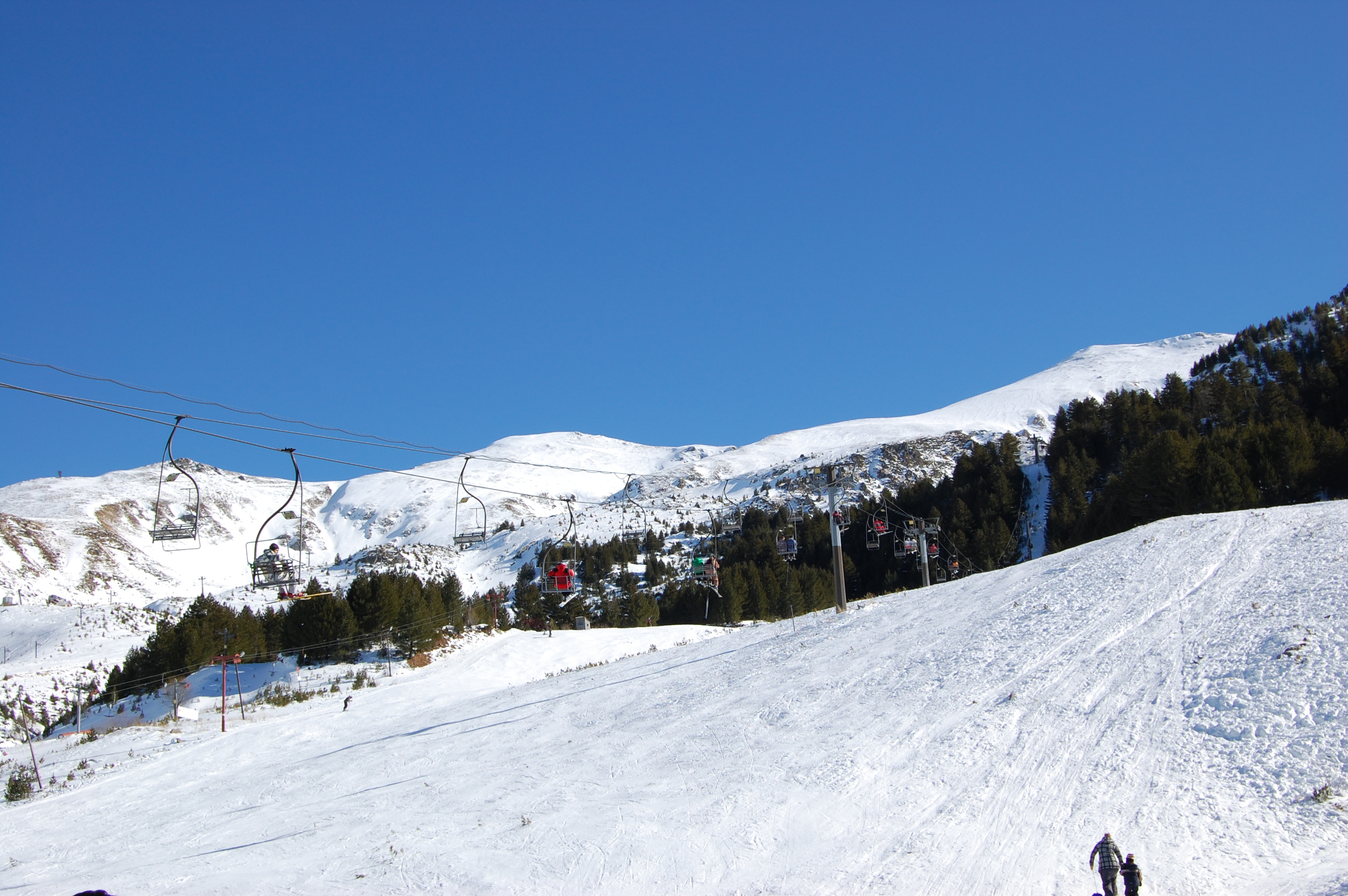
Telescaunul cu două locuri „Lavlja Vrata”, lângă stația de bază, și telescaunul „Bačila” T-br cu pârtia de schi „Bačila”.
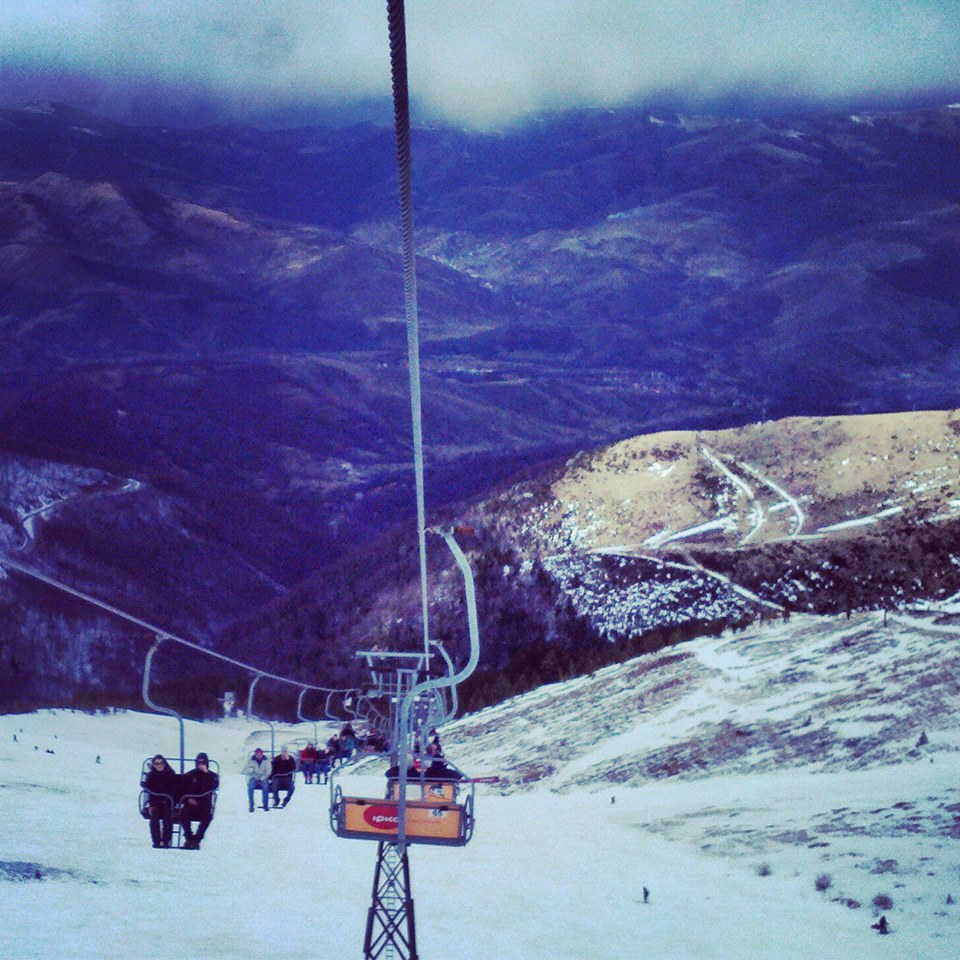
Telescaun cu două locuri „Velike Livade” și pârtia de schi „Velike Livade”, lângă stația de vârf
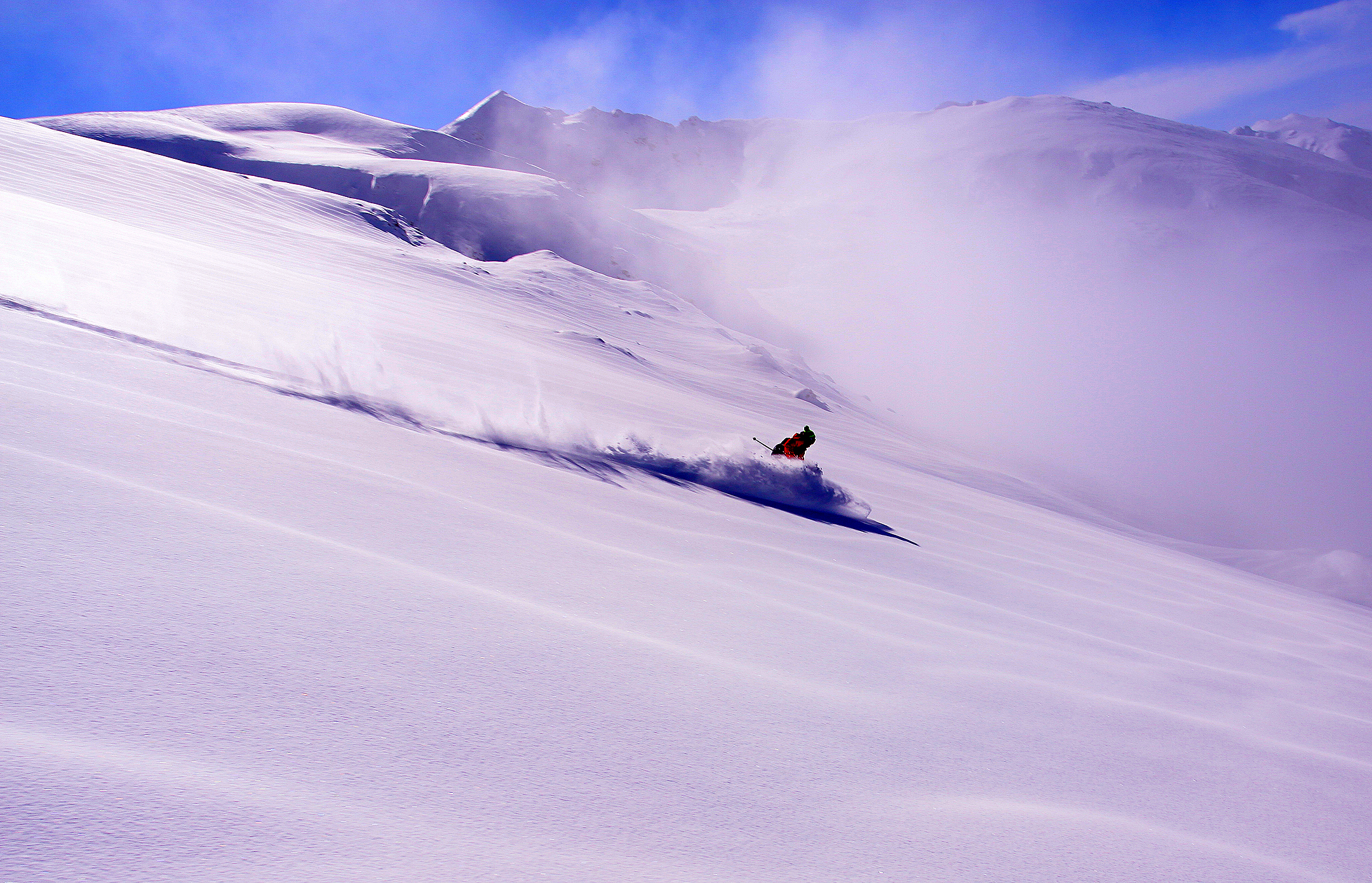
Schi în afara pistei
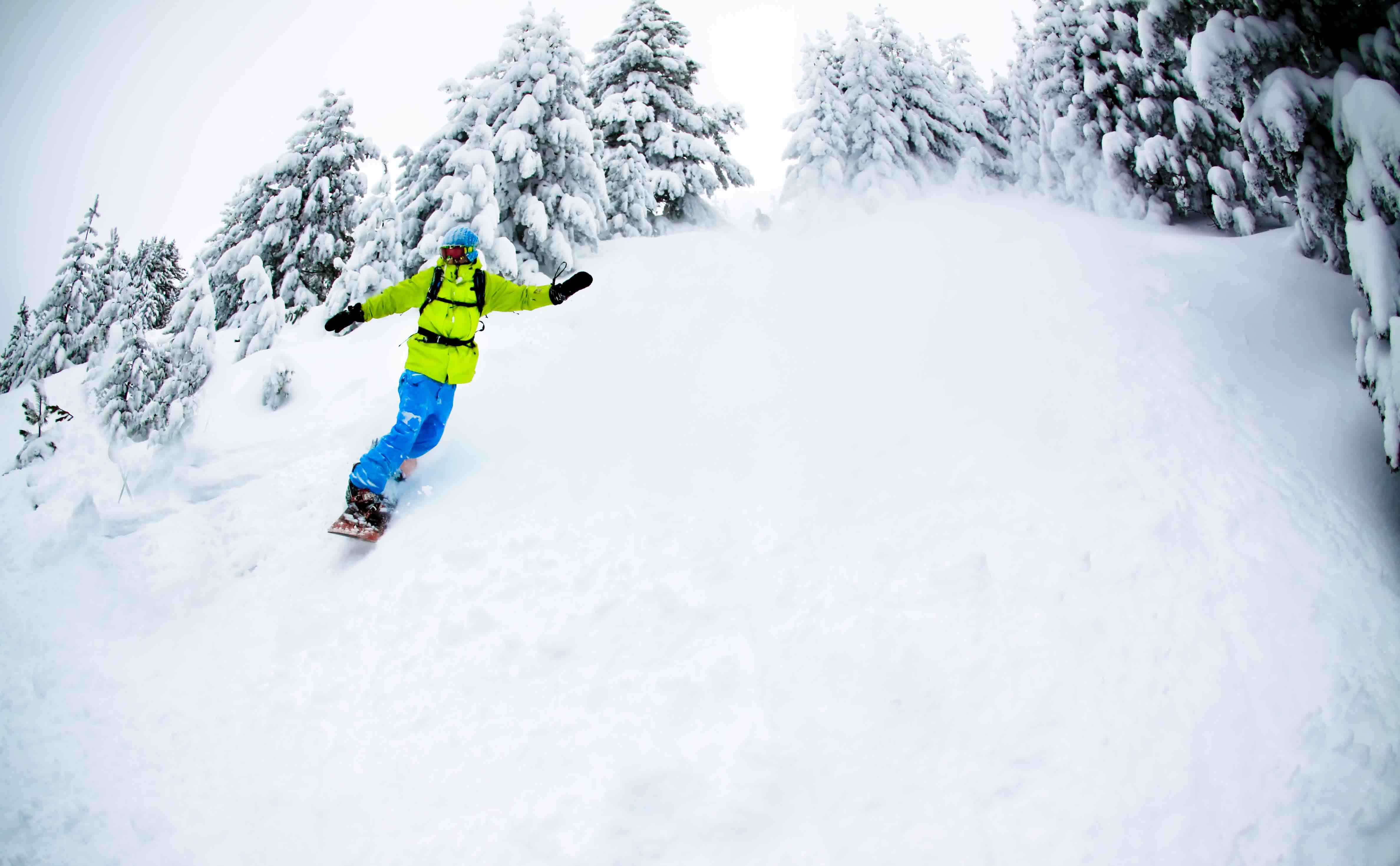
Snowboarding în afara pistei

## Caracteristici

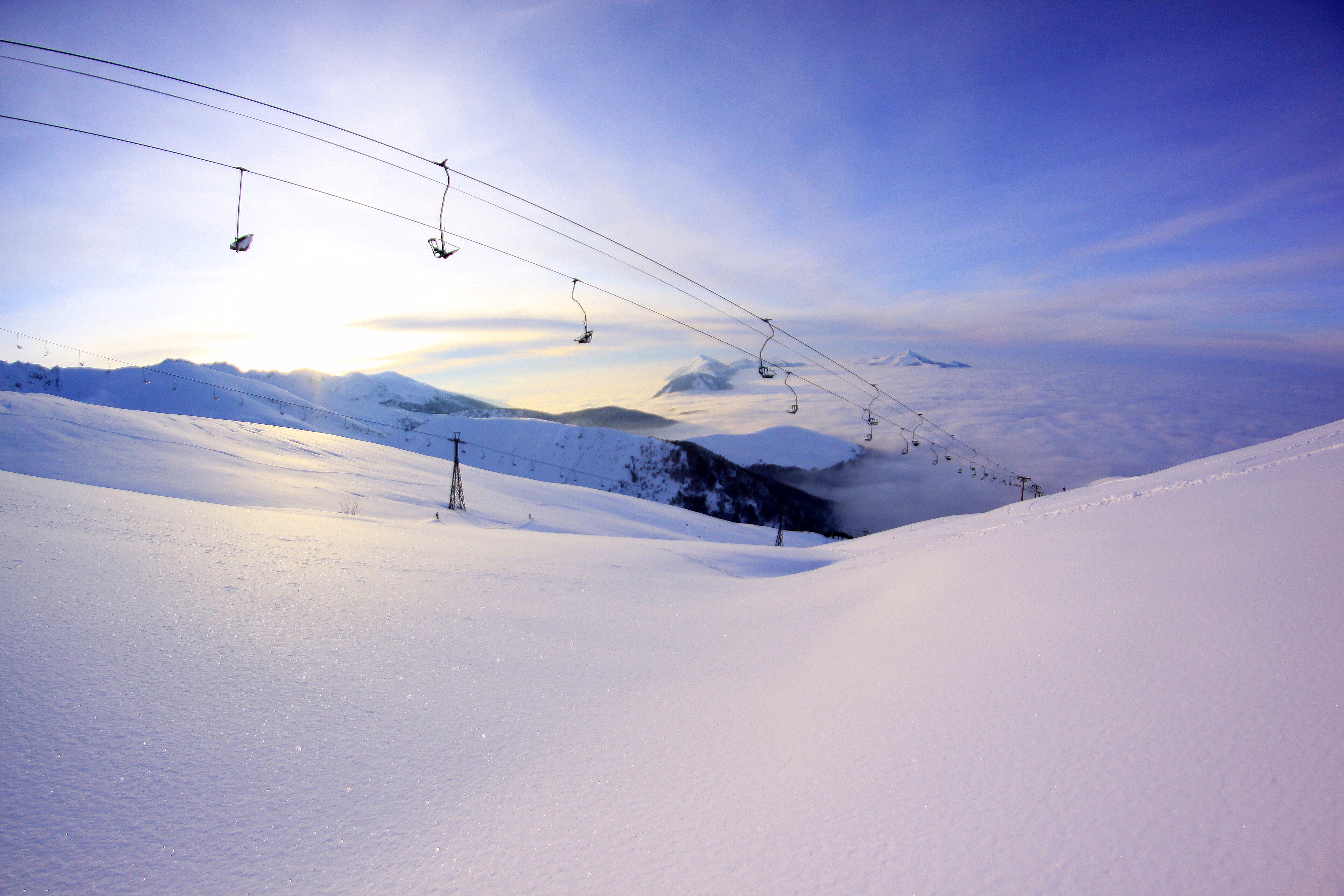
Peisajul stațiunii de schi Brezovica

Linia crestei se intinde pe 39.000 hectare de teren montan înalt alpin și păduri, cu o floră și faună foarte diversă și abundentă. Situat la 90 minute de două aeroporturi internaționale ( Aeroportul Internațional Pristina Adem Jashari și Aeroportul Internațional Skopje ), zona stațiunii Brezovica reprezintă una dintre ultimele zone de stațiuni de schi subdezvoltate rămase din Europa de Sud-Est. În interiorul acestei zone se află pârtii de schi cu lungimea maximă de 3,5 km și o înclinație medie de 38%, cu cea mai joasă stație de teleschi la 1718 metri deasupra nivelului se. Telescaunul cel mai înalt din stația superioară se află la o înălțime de 2522 de metri deasupra nivelului mării. Centrul de schi Brezovica este deschis pentru schi în timpul anotimpurilor, unde vara suprafața sa este acoperită cu zăpadă, cu o posibilitate redusă de exploatare. Terenurile largi de schi ale Centrului de schi Brezovica sunt realizate dintr-un sistem care include: cinci telescaun și 5 teleschi, conectate cu 16 kilometri (10 mi) a pârtiilor de schi cu lungimea medie 3.000 metri. Trei lifturi noi au fost deschise în 2008. Pe pârtiile Brezovica FIS pentru slalom, slalom uriaș, cursă de coborâre și Super G au putut schia simultan 50.000 de schiori.
În stațiune se desfășoară o serie de competiții naționale și internaționale de succes, inclusiv centrul de schi „Inex Brezovica”, deținut de Belgrad, printre altele.  Un număr de echipe de sporturi de iarnă din Kosovo se antrenează în stațiune. O investiție majoră din partea MDP Consulting Compagnie des Alpes este de așteptat să aibă un impact semnificativ în zonă în ceea ce privește problemele de mediu. 
Terenurile largi de schi ale stațiunii de schi Brezovica sunt realizate dintr-un sistem care include: 5 telescaune și 5 teleschi, conectate cu 16 teleschiuri. km de pârtii de schi cu lungimea medie de 3.000 de metri. Pe Brezovica, există pârtii aprobate FIS pentru slalom, slalom uriaș, cursă de coborâre și Super G și pot schia simultan 50.000 de schiori.
Pârtiile de schi au o lungime medie de 4 kilometri și permit schiul, în medie, timp de 128 de zile pe an.
Centrul de schi are aproximativ 700 de locuri de cazare în patru hoteluri, în timp ce posibilități suplimentare de cazare există în hoteluri independente și pensiuni private. Cu toate acestea, aceste hoteluri fie funcționează la minim, fie sunt închise din cauza unor dispute legale dintre Guvernul Serbiei și Guvernul Kosovo. Clienții hotelurilor beneficiază de transport gratuit și acces gratuit la teleschiuri. Construcția de case particulare este în plină expansiune în zonă, în ciuda faptului că zona este declarată parc național.

## Transport pe cablu
Stațiunea dispune de 5 telescaune și 5 teleskiuri ce deservesc cele 8 piste.